# They Met in Bombay
 They Met in Bombay és una pel·lícula estatunidenca dirigida per Clarence Brown el 1941 per la Metro-Goldwyn-Mayer.

## Argument
L'Índia britànica, Bombai. L'aventurer Gerald Meldrick voldria robar a la duquessa de Beltravers el seu famós collaret de diamants, L'Estrella d'Àsia; es fa passar per un inspector de Scotland Yard. Anya von Duren, que té les mateixes intencions, es presenta a la duquessa com una aristòcrata. En principi enfrontats, Gerald i Anya uniran les seves forces.

## Comentari
Aquesta pel·lícula bastant rara és una brillant "comèdia americana" de "l'edat d'or de Hollywood", que barreja humor i aventura, va ser dirigida per Clarence Brown, conegut per haver dirigit moltes vegades Greta Garbo (Flesh and the Devil, Anna Karenina...).

## Repartiment
- Clark Gable: Gerald Meldrick
- Rosalind Russell: Anya von Duren
- Peter Lorre: El capità Chang
- Jessie Ralph: La duquessa de Beltravers
- Reginald Owen: El general
- Matthew Boulton: L'inspector Cressney
- Eduardo Ciannelli (als crèdits Edward Ciannelli): El director de l'hotel
- Luis Alberni: L'amo de l'hotel
- Rosina Galli: Carmencita
- Jay Novello: Bolo

I diversos actors que no surten als crèdits:
- Leslie Vincent: El tinent Ashley
- Lilyan Irene: La criada de la duquessa
- Chester Gan: Woo Ling Woo
- Judith Wood: La infermera
- Alan Ladd: Un soldat britànic
- Miles Mander: Un doctor

## Crítica
La producció de la Metro "They Met in Bombay" ja s'ha vist moltes vegades, i si no fos per Clark Gable i Rosalind Russell en el repartiment, seria una pel·lícula de sang i fetge, excepte, potser, pel vell i honorable conte de l'estafador i de la lladre de joies de senyores, que s'enamoren mentre sotgen les gemmes de la Duquessa de Beltravers. I acaba amb l'estafador guanyant la Creu de la Victòria i amb el privilegi daurat de ser sincer una altra vegada.
"They Met in Bombay" és una ficció d'aventures mediocre, bastant pesada quan intenta ser divertida i clarament ximple quan es torna seriosa. Hi ha una mica d'emoció quan s'agita la Union Jack i s'organitza una baralla amb un quants tommies i una multitud d'homes grocs. Però fins i tot l'actuació de Gable I de la Russell amb la creïble ajuda de Jessie Ralph, Reginald Owen i Matthew Boulton, fallen en intentar donar la importància a què aspira a aquesta pel·lícula. "They Met in Bombay" no és més que un film de la sèrie B amb ínfules de grandesa.